# Mirjana Zeljić Brnčič
Mirjana Zeljić Brnčič, hrvaško-slovenska pianistka, * 25. december 1975.
Svojo glasbeno pot je začela na glasbeni šoli Franca Šturma v Ljubljani, pri profesorici Magdi Dimnik Kryžanowski. Že kot učenka je veliko nastopala in snemala za RTV Slovenija. Srednjo glasbeno šolo je končala v Splitu, pri profesorici Olgi Račić, izobraževanje pa je zaključila na Akademiji za glasbo v Ljubljani, pri profesorici Tatjani Ognjanović. Ves čas je veliko nastopala v različnih dvoranah po Sloveniji in na Hrvaškem. Pri sedemnajstih letih je ob Dnevu državnosti kot solistka nastopila s pihalnim orkestrom HRM (Hrvaška vojna mornarica) v veliki dvorani Hrvaškega narodnega gledališča v Splitu.
Po končanem izobraževanju se je posvetila pedagoškemu delu, predvsem poučevanju klavirja. Ob tem se je tudi izpopolnjevala na različnih seminarjih pri priznanih domačih in tujih pianistih ter pedagogih.
Bila je članica izvršnega odbora EPTA Slovenija (Društvo slovenskih klavirskih pedagogov), leta 2010 pa je bila imenovana za vodjo strokovnega sveta za koordinacijo pri organizaciji 32. Klavirske mednarodne konference v Ljubljani.
Leta 2014 je bila prav na pobudo EPTA povabljena in imenovana za predstavnico Združenja glasbenih pedagogov in poklicnih glasbenikov. Istega leta se je na vabilo predsednika Državnega sveta RS ter predsednika Združenja ravnateljev glasbenih šol kot uradno izbrana predstavnica udeležila posveta v Državnem svetu ter javno predstavila delo glasbenih pedagogov.
Strokovno je sodelovala pri nastajanju serije priznanih učbenikov "Moj prijatelj klavir" avtorjev Ilonke in Jaka Puciharja. Prevedla, uredila in strokovno sodelovala je pri izdaji učbenika "Moj prijatelj klavir 1", ki je leta 2013 izšel na Hrvaškem. Napisala je tudi članek za strokovno revijo VirKLA.
Bila je članica domačih in mednarodnih tekmovalnih žirij, z učenci se udeležuje nastopov in tekmovanj. V letu 2022 je z učenkama dosegla 11 priznanj na različnih mednarodnih tekmovanjih, od tega 6 zlatih. 
Deluje tudi kot pianistka/korepetitorka v različnih komornih zasedbah in duetih ter sodeluje z zbori, s katerimi je dosegla odlične uspehe na mednarodnih tekmovanjih doma in v tujini. Njen repertoar obsega izvedbo klasičnih, ljudskih in popularnih skladb. 
V mesecu februarju, leta 2020, je posnela svoj klavirski solo cd, z naslovom "Za dušo", na katerem je sodelovala tudi s priznano pevko in kitaristko Evo Hren ter flavtistom Gašperjem Dolganom.